# Radara frequens
Radara frequens är en fjärilsart som beskrevs av Holland 1894. Radara frequens ingår i släktet Radara och familjen nattflyn. Inga underarter finns listade.